# Regne de Xirak
Xirak ( [ʃiˈɾɑk] (?·pàg.)) o Xirakavan (en armeni Շիրակ) va ser una regió d'Armènia dins de la província de l'Airarat, que va tenir com a capital principal la ciutat d'Aní i com a primera capital Xirak. Tenia també altres ciutats importants, Xirakavan o Erazgavorq (a uns 15 km al nord-est d'Aní), la primera capital, que va donar el nom al territori, i Xirakashat (a uns 10 km al nord d'Aní).
Al segle iv la regió era un feu dels Camsaracans que malgrat això tenien la capital principal a Ervandashat, al Arxarunik. L'any 389 el rei armeni Àrsaces III va ocupar Vanand però més endavant va ser derrotat i va haver de fugir. Va morir d'esgotament en arribar a Erzindjan. L'Imperi Romà d'Orient es va annexionar el país, i l'administració confiada des del 391 a un Comes (més tard a un dux), amb un consell de nakharark presidit per Gazavon Camsaracà de Xirak.
L'any 581 Pahlav, marzban d'Armènia (581-588) va guanyar una batalla al Xirak i el cap nacional Vardanes II Mamiconi es va retirar a territori romà d'Orient i va passar al servei de l'emperador amb els seus fidels i els nakharark aliats.
El 604 l'exèrcit persa, dirigit per un general anomenat pels grecs Dadoes (Datoyean pels armenis) va envair la part romana d'Orient d'Armènia i va ocupar el campament grec de Xirakavan; els romans d'Orient es van retirar a la plana d'Akanix prop del llogaret de Getik on es va produir una batalla, que els perses van guanyar. L'any 626 l'emperador Heracli va entrar a la província de Xirak i des allí va passar cap a l'est d'Armènia. El 645 una expedició àrab dirigida per Habib ibn Màslama al-Fihrí i amb ajut del nakharar Vardik de Mokq va saquejar Xirak i altres districtes (i va ocupar Dvin).
El 771 va esclatar la revolució armènia dirigida per Artavasdes Mamiconi, que com a primer acte va matar el recaptador fiscal del districte del Xirak, a la vila de Kumair. Però els àrabs eren molt forts i va haver de fugir cap a Kartli. El 772 Asoci IV Bagratuní, després de la derrota de la revolució armènia, es va refugiar a les seves terres a les fonts de l'Araxes, a Dariunq prop de la frontera romana d'Orient (que cal no confondre amb la fortalesa del mateix nom al Kagovit, mes a l'est) i gràcies a les seves mines de plata va poder comprar les terres del Xirak i Arxarunik als Camsaracans (que després de la derrota no podien pagar els impostos i tributs) i així es va poder establir a la fortalesa de Bagaran al Arxarunik, a tocar del Xirak que ara també li pertanyia. Xirak va ser el centre del futur gran principat i després regne d'Armènia.
El 862 es va celebrar a Xirakavan un concili que va rebutjar les tesis del concili de Calcedònia. El 890 Simbaci I el Màrtir va establir la capital a Xirakavan. Ocupat el país pels sadjides el 914, la resistència encapçalada pel rei Asoci II el Ferro va aconseguir retornar la llibertat al poble l'any 915 o el 916. El 930 el rei Abas I d'Armènia va fer construir una catedral a Xiravakan que es va acabar el 937.

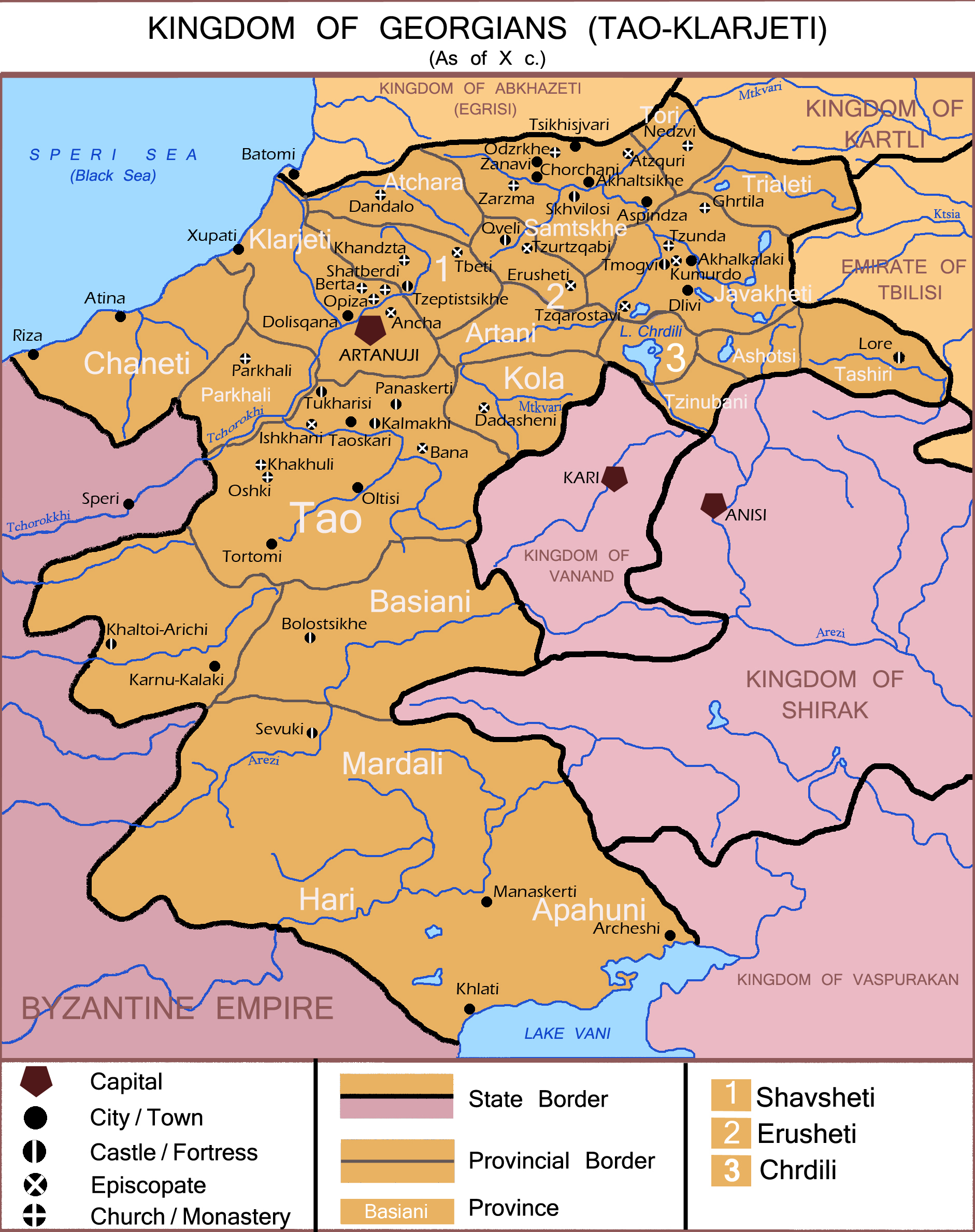
Mapa del regne de Xirak i dels regnes veïns durant el.

Cap a l'any 965 va morir el patriarca armeni Ananià i es va reunir un concili a Xirakavan presidit per Hovhannes, patriarca d'Aghuània i pel bisbe de Siunia Vahanik (el petit Vahan) que finalment va sortir elegit patriarca.
Les relacions del rei Simbaci II el Cosmocràtor amb son oncle Musel, rei de Kars, van ser tenses. La fortalesa de Shatik, que era de Musel, la va ocupar Simbaci, i Musel va demanar ajut al curopalata de Klardjètia David (990-1001) que va venir a Armènia i va acampar a Bavatsdzor, al Xirak. Simbaci va haver de tornar a Musel la fortalesa de Shatik, i es va establir la pau.
Després del 961 la capital es va establir a Aní que amb les successives particions va donar nom al regne que va romandre independent fins al 1045 quan va ser incorporat a l'Imperi Romà d'Orient.
L'emir Abul Uswar de Dvin i Gandja va atacar Xirak i va conquistar alguna fortaleses i viles l'any 1044, aliat amb els romans d'Orient, però quan aquests van entrar a Aní, el nou governador del Xirak Miguel Lasites, titulat duc d'Ibèria, el va obligar a tornar-les.